# 斯特凡妮·戈特施利希
斯特凡妮·戈特施利希（德語：Stefanie Gottschlich，1978年8月5日—），德国女子足球运动员。她曾代表德国国家队参加2000年夏季奥林匹克运动会女子足球比赛，获得一枚铜牌。